# Bezirksrabbinat Bühl
Das Bezirksrabbinat Bühl entstand 1827 in Bühl in Baden und war eines von 15 Bezirksrabbinaten, die auch als Bezirkssynagogen bezeichnet wurden. 1925 wurde das Rabbinat Bühl mit dem Bezirksrabbinat Offenburg vereinigt.
Die Bezirksrabbinate waren dem Oberrat der Israeliten Badens unmittelbar unterstellt. Vorsteher waren der Bezirksrabbiner und der Bezirksälteste. In Angelegenheiten des Rabbinatsbezirks mussten einmal jährlich alle Ortsältesten gehört werden. Der Bezirksrabbiner führte den Vorsitz.

## Aufgaben
Die Aufgaben umfassten den Vollzug der landesherrlichen Verordnungen, die Verkündigung und den Vollzug der Verordnungen der Oberkirchenbehörde, Beratungen über Schulangelegenheiten, die Verwaltung von Stiftungen und die Verteilung von Almosen. Zur Finanzierung der Bezirksrabbinate wurden Umlagen von den einzelnen jüdischen Gemeinden bezahlt.

## Gemeinden des Rabbinatsbezirks
- Jüdische Gemeinde Baden-Baden (gegründet 1890)
- Jüdische Gemeinde Bodersweier
- Jüdische Gemeinde Bühl
- Jüdische Gemeinde Ettlingen (ab 1885, vorher bei Bezirksrabbinat Karlsruhe)
- Jüdische Gemeinde Freistett
- Jüdische Gemeinde Gernsbach
- Jüdische Gemeinde Hörden (Gaggenau)
- Jüdische Gemeinde Kehl (ab 1881)
- Jüdische Gemeinde Kuppenheim
- Jüdische Gemeinde Lichtenau (Baden)
- Jüdische Gemeinde Malsch (Landkreis Karlsruhe) (ab 1885, vorher bei Bezirksrabbinat Karlsruhe)
- Jüdische Gemeinde Muggensturm
- Jüdische Gemeinde Neufreistett (Rheinau/Baden)
- Jüdische Gemeinde Rastatt
- Jüdische Gemeinde Rheinbischofsheim
- Jüdische Gemeinde Schwarzach (Rheinmünster)
- Jüdische Gemeinde Stollhofen (Rheinmünster)

## Bezirksrabbiner
- 1832 bis 1837 Abraham Ascher
- um 1845 Fürst (mehr ist nicht bekannt)
- 1855 bis 1869 Leopold Schott
- 1887 bis 1925 Baruch Mayer